# Coprophanaeus gilli
Coprophanaeus gilli là một loài bọ cánh cứng trong họ Bọ hung (Scarabaeidae).